# Cachoeiro Futebol Clube
O Cachoeiro Futebol Clube, ou simplesmente Cachoeiro, é um clube de futebol brasileiro sediado em Cachoeiro de Itapemirim, no Espírito Santo. Atualmente encontra-se inativo desde 2014. Foi o primeiro clube do interior do estado a ser campeão capixaba, título conquistado em 1948. Seu maior rival é o Estrela do Norte.

## História
O Cachoeiro foi fundado em 9 de janeiro de 1916. Foi campeão cachoeirense em 1946 com: Waldir Pontes, Luiz Pretti, Delson, Manoelito, Lídio, Otávio, Joemir, Nilsinho, Armênio, Amâncio, Nerinho, Rupter, e Alcino. O clube era dirigido por Daniel e pelo professor Florisbelo Neves.[carece de fontes?]
Em 1948, veio o título inédito do estadual, disputando a final com a equipe Vale do Rio Doce, hoje Desportiva Ferroviária. O Cachoeiro estava com os jogadores Ramon, Alcino, Zé Catraca, Paris, Manoelzinho, Otaviano, Nely, Aldemir, Assadinho, Espinho, Bronze e Catiquinha, sob o comando do técnico Eurico Monteiro de Castro. Foram realizadas três partidas para decidir o campeão do Campeonato Capixaba de 1948, sendo a primeira partida realizada em Cachoeiro de Itapemirim, onde a equipe da casa venceu por 4 a 3 a equipe do Vale do Rio Doce. Após a vitória no primeiro jogo, o Cachoeiro foi até Vitória para realizar a segunda partida na qual a equipe da Vale do Rio Doce acabou vencendo por 4 a 1. Na partida decisiva o alvirrubro foi campeão ao derrotar o adversário pelo placar de 7 a 2. O primeiro time fora da capital a conquistar o Estadual.
Afastado do futebol profissional desde 1974, o Cachoeiro retornou em 2000, sagrando-se campeão da Segunda Divisão. Nesse ano, venceu também o Campeonato Sulino, promovido pela Liga Desportiva de Cachoeiro, afiliada à Federação de Futebol do Estado do Espírito Santo (FES). 
No ano de 2001 disputa o Capixaba ficando em 3° lugar, no ano seguinte em 2002 se licenciou, voltou em 2004 e conseguiu o acesso ao Capixaba ficando em 4° lugar junto com Estrela do Norte, Jaguaré e Veneciano. 
Disputou os Campeonatos Capixabas de 2005 e 2006, em que foi rebaixado nesse último, ficando em 9° lugar.
Em 2013 retorna às atividades profissionais na Copa Espírito Santo, terminando com o vice-campeonato após derrota para o Real Noroeste no primeiro jogo da final por 2 a 1 no Estádio Engenheiro Araripe em Cariacica e empate no segundo jogo em 1 a 1 no Estádio José Olímpio da Rocha em Águia Branca.
No Campeonato Capixaba de 2015 - Série B, o clube desiste da competição por falta de recursos financeiros com a tabela já divulgada, assim, o time fica suspenso por dois anos.

## Títulos
Fonte: 
| Competição                          | Títulos   | Temporadas                               |
| Estaduais                           | Estaduais | Estaduais                                |
| ----------------------------------- | --------- | ---------------------------------------- |
| Campeonato Capixaba                 | 1         | 1948                                     |
| Campeonato Capixaba - Série B       | 1         | 2000                                     |
| Seletivo Capixaba da Copa do Brasil | 1         | 2001                                     |
| Intermunicipais                     |           |                                          |
| Campeonato Sulino                   | 7         | 1944, 1950, 1951, 1952, 1953, 1969, 1971 |
| Campeonato Sulino Amador            | 2         | 1959, 1960                               |

### Outras campanhas de destaque
- Campeonato Capixaba
  - Vice-campeão (3): 1930, 1944, 1950
- Copa Espírito Santo
  - Vice-campeão (1): 2013

### Categorias de base
- Campeonato Sulino Sub-21
  - Campeão (1): 2000
- Campeonato Sulino Juvenil
  - Campeão (3): 1978, 1979, 1980
- Campeonato Sulino Infantil
  - Campeão (4): 1965, 1966 , 1967, 1995
- Campeonato Cachoeirense de Juniores
  - Campeão (1): 2001
- Campeonato Cachoeirense Juvenil
  - Campeão (2): 1957, 2001